# Gare de Saïda
Ne doit pas être confondu avec Ancienne gare de Saïda.
La gare de Saïda est une gare ferroviaire algérienne située sur le territoire de la commune de Saïda, dans la Wilaya de Saïda.

## Situation ferroviaire
Établie à une altitude de 871 m, la gare est située au point kilométrique (PK) 101 de la ligne de Moulay Slissen à Saïda, dont elle est le terminus et où elle est précédée de la gare de Youb. En outre, c'est la gare origine (PK) 0 de la ligne de Saïda à Tiaret où elle est suivie de celle de Aïn Kermes.
| \| Saïda Youb \| Localisation de la gare de Saïda dans la wilaya de Saïda. |
| Saïda Youb                                                                 |

## Histoire
La gare est mise en service le 1er mai 2017 lors de l'inauguration de la ligne de Moulay Slissen à Saïda.

## Service des voyageurs

### Desserte
La gare est desservie par les trains régionaux des liaisons :
- Oran - Saïda[1],[2] ;
- Sidi Bel Abbès - Frenda[3].

## Galerie

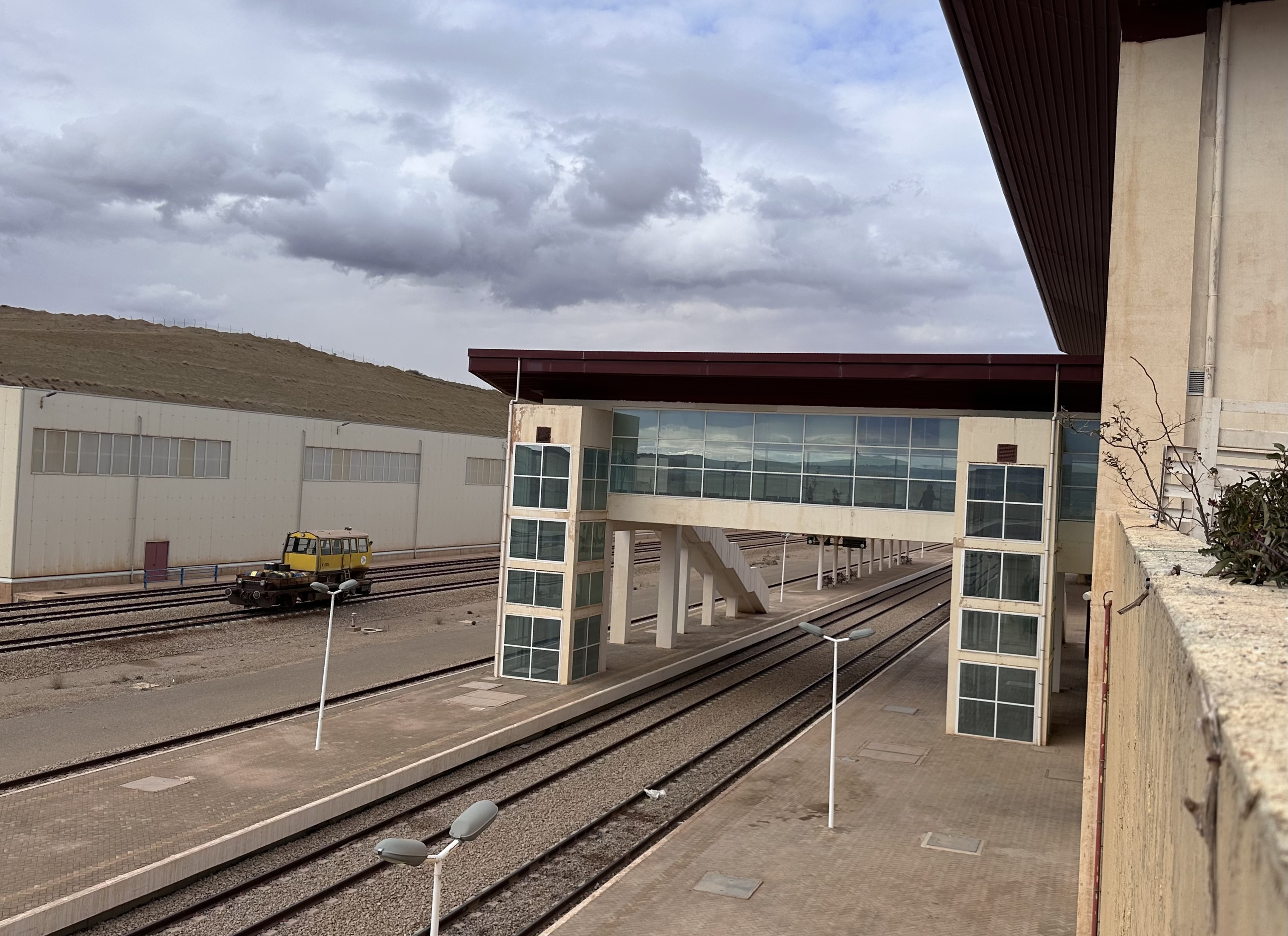
Accès aux quais
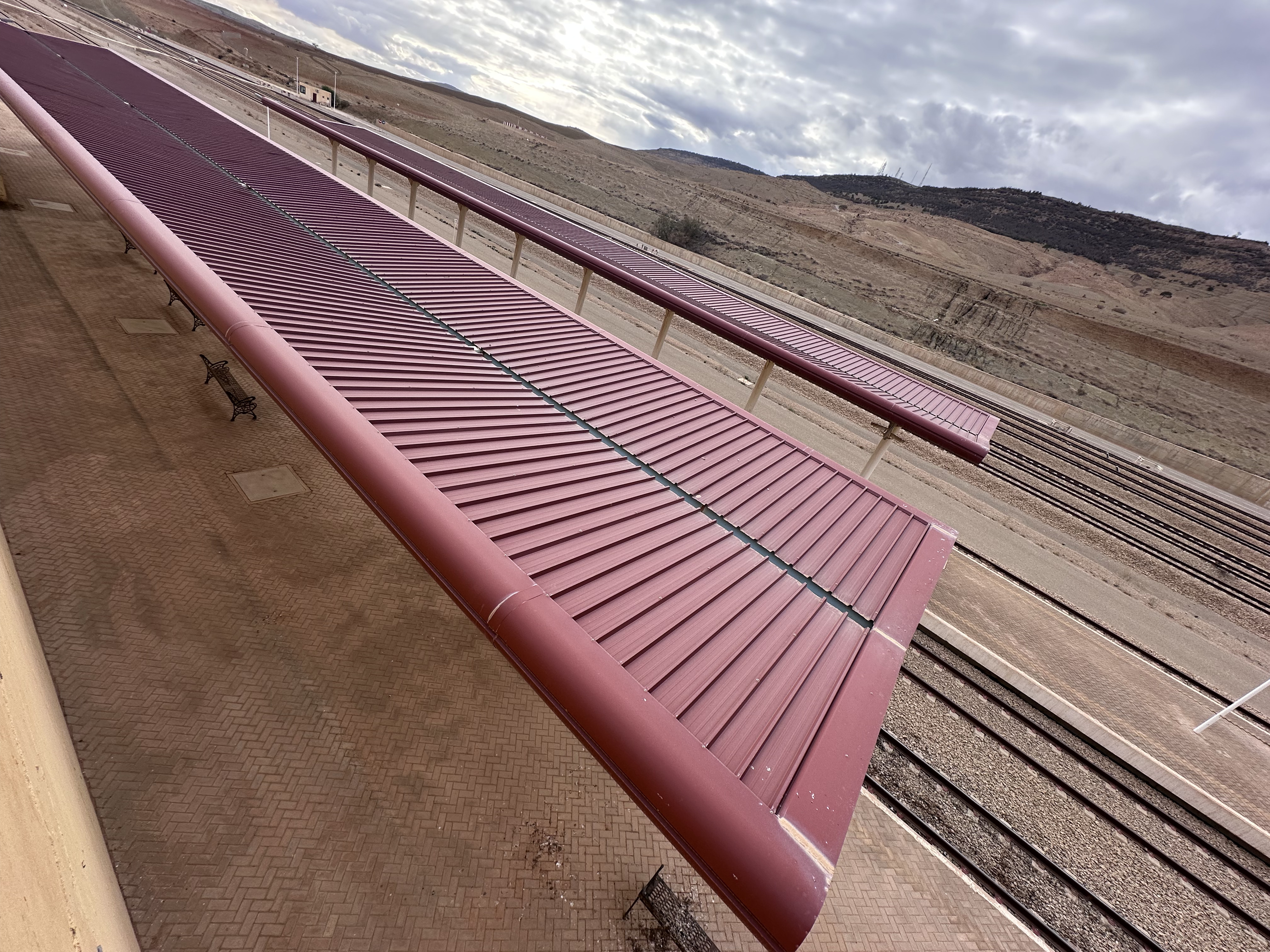
Les quais